# Cerknica
Cerknica (IPA: [ˈʦeːrkniʦa] olaszul Circonio IPA: [ˈʧirkonjo], németül Zirknitz IPA: [ˈʦɪʁknɪʦ]) város és Cerknica község központja Szlovénia Notranjsko-kraška régiójában, a Karszt-hegységben.
A Cerknica-tóról nevezetes, mely időszakos tó, és egyben Szlovénia legnagyobb tava. A tó a szörfvitorlázók számára kedvenc kirándulóhely.

## A község (járás) települései
Beč, Bečaje, Begunje pri Cerknici, Bezuljak, Bločice, Bloška Polica, Brezje, Cajnarje, Cerknica, Čohovo, Dobec, Dolenja vas, Dolenje Jezero, Dolenje Otave, Gora, Gorenje Jezero, Gorenje Otave, Goričice, Grahovo, Hribljane, Hruškarje, Ivanje selo, Jeršiče, Korošče, Koščake, Kožljek, Kranjče, Kremenca, Krušče, Kržišče, Laze pri Gorenjem Jezeru, Lešnjake, Lipsenj, Mahneti, Martinjak, Milava, Osredek, Otok, Otonica, Pikovnik, Pirmane, Podskrajnik, Podslivnica, Ponikve, Rakek, Rakov Škocjan, Ravne, Reparje, Rudolfovo, Selšček, Slivice, Slugovo, Stražišče, Sveti Vid, Štrukljeva vas, Tavžlje, Topol pri Begunjah, Unec, Zahrib, Zala, Zelše, Zibovnik, Žerovnica, Župeno.